# Міффі

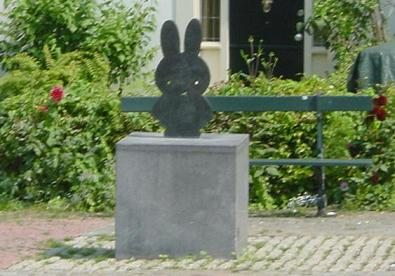
Статуя Міффі на Площі Міффі в Утрехті

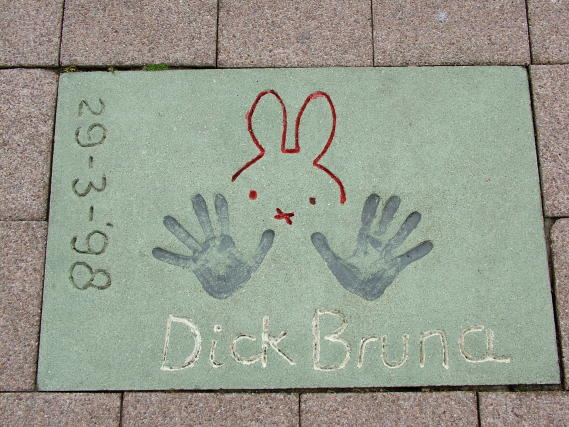
Дік Бруна та Міффі на Стіні слави в Роттердамі

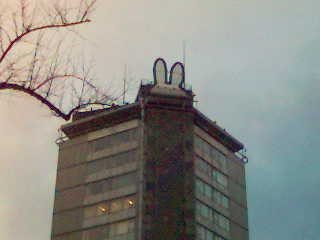
Прикраса на Neudeflat в честь відкриття музею Діка Бруна

Міффі (нід. Nijntje, nɛɪ̯ncə) — маленька дівчинка-кролик, герой книжок з картинками авторства художника Діка Бруна. Оригінальна назва — скорочення від konijntje, «зайчик».
Перша книжка з Міффі була видана в 1955 році, і з тих пір їх було близько тридцяти. Всього продано близько 85 мільйонів копій, був випущений серіал, і виробляються іграшки та одяг з даними персонажем.

### Книжки про Міффі
Виробництво Dick Bruna, Linders J, Sierman K, de Wijs I and Vrooland-Löb T. Wanders Publishers, Zwolle, 2006. (англ.) ISBN 90400 8342 8 (нідерл.) ISBN 90400 9106 4
- 1955 Miffy, Miffy at the Zoo
- 1963 Miffy, Miffy at the Zoo, Miffy in the Snow, Miffy at the Seaside
- 1970 Miffy Goes Flying, Miffy's Birthday
- 1975 Miffy at the Playground, Miffy in Hospital
- 1979 Miffy's Dream
- 1982 Miffy's Bicycle
- 1984 Miffy at School
- 1988 Miffy Goes to Stay, Grandpa and Grandma Bunny
- 1991 Miffy is Crying, Miffy's House
- 1992 Auntie Alice's Party
- 1995 Miffy in the Tent
- 1996 Dear Grandma Bunny
- 1997 Miffy at the Gallery
- 1999 Miffy and Melanie
- 2001 Miffy the Ghost, Miffy the Fairy
- 2002 Miffy Dances
- 2003 Miffy's Letter, The New Baby
- 2004 Miffy's Garden
- 2005 Miffy in Lolly Land, A Flute for Miffy
- 2006 Hangoor (Flopear) In Dutch only
- 2007 Queen Miffy
- 2008 Miffy the Artist (опубліковано в співпраці з Галереєю Тейт), Nijntje en de seizoenen (Miffy and the seasons), Nijntje is Stout (Miffy is naughty)

### Miffy and Friends
Miffy and Friends — пластиліновий мультсеріал про персонажа. Був вперше показаний у США на каналі Nick Jr. в період з квітня 2003 року по квітень 2007 року, і пізніше перезапущений на PBS Kids. Випускався в Канаді на Treehouse TV, зараз входить в WNET-TV як частина лінійки дитячих освітніх програм.